# Plastanoxus ahusiensis
Plastanoxus ahusiensis är en stekelart som först beskrevs av Karl-Johan Hedqvist 1975.  Plastanoxus ahusiensis ingår i släktet Plastanoxus, och familjen dvärggaddsteklar. Arten är reproducerande i Sverige.